# Arbejdsløs (dokumentarfilm)
Arbejdsløs er en dansk dokumentarfilm fra 1975 instrueret af Claus Ørsted efter eget manuskript.

## Handling
Skildring af et ægtepar blandt mange, som i vinteren 1975 tager til Sverige for at søge arbejde tvunget af arbejdsløsheden i Danmark. De kommer på gratis besøgstur, bliver kørt rundt i turistbus i det svenske landskab, får tilbudt moderne lejlighed, og bliver inviteret til festbespisning med mellemøl og snaps på virksomhedens regning. Efter lægeundersøgelse og samtale med direktionen er alt parat til, at han og konen og sønnen på 11 år rykker deres tilværelse op med rode og skifter fædreland.